# 佐柄きょうこ
佐柄 きょうこ（さがら きょうこ、5月12日 - ）は、日本の漫画家。福島県出身女性。血液型はA型。
1986年にちゃお増刊『ちゃおマイラブ』盛夏号（小学館）に掲載された「さ・よ・な・ら エンドレスメモリー」でデビューする。

## 人物
趣味はオカメインコ。漫画家には「ほかに趣味もなく、ひたすら投稿してたらなっていた」のだという。「ハーレクインの仕事は原作も読めるためとても得した気分」で執筆している。

## 作品リスト

### 連載
- クレッシェンドすけっち（『ちゃお』1987年11月号 - 1988年1月号）
- TONBI!ジェネレーション（『ちゃお』1988年4月号 - 1990年）
- エンジェル・ボーイ（『ちゃお』1990年9月号 - 1991年）
- RUSH!（『ちゃお』1991年 - 1992年6月号）
- ポプリ童話をおしえて（『ちゃお』1993年1月号 - 1993年5月号）
- ひとりじゃないもん！（原作：笹川ひろし「ドッキリふたご名探偵シリーズ」、『ちゃお』1993年8月号 - 1994年3月号）
- はいからさん探偵帳―明治浪漫奇譚―（原作：宮崎克、『Nighty Judy』および『Judyオリジナル』掲載）
- 視線の先の狂気（原作：ヘザー・グレアム）

### 読み切り
- さ・よ・な・ら エンドレスメモリー（『ちゃおマイラブ』1986年盛夏号）
- その下 止まれ！（『ちゃお』1987年2月号）
- ウソつきには勲章を（『ちゃお』1987年6月号）
- ひとりぼっちの症候群（『ちゃおデラックス』1990年夏の号）
- 悪魔かもしれない（『ちゃお』1992年8月号）
- 涙がほしい
- 恋人にはなれない
- 彼氏が消えた日に
- 令嬢とボディーガード
- 消された愛の記憶
- 砂上の結婚
- ブランフォード家のサファイア
- 女相続人に求婚を
- 舞い戻りし花嫁
- 愛の通り雨
- シークの略奪愛
- 眠れぬ夜の誘惑

### アンソロジー
- とりスペ 鳥だらけのコミックアンソロジー（2011年11月発行[4]、イーストプレス、ISBN 978-4781606880）

### 書籍

#### 小学館
- 『TONBI!ジェネレーション』1988年 - 1990年刊、全6巻
  1. 1988年9月20日発行[5]、ISBN 4-09-133021-5
  2. 1989年2月20日発行[6]、ISBN 4-09-133022-3
  3. 1989年8月発行[7]、ISBN 4-09-133023-1
  4. 1990年2月20日発行[8]、ISBN 4-09-133024-X
  5. 1990年6月20日発行[9]、ISBN 4-09-133025-8
  6. 1990年8月20日発行[10]、ISBN 4-09-133026-6
- エンジェル・ボーイ（1991年刊、全3巻）
  1. 1991年2月20日発行[11]、ISBN 4-09-133581-0
  2. 1991年7月20日発行[12]、ISBN 4-09-133582-9
  3. 1991年9月発行[13]、ISBN 4-09-133583-7
- 『RUSH!』1992年刊、全2巻
  1. 1992年3月20日発行[14]、ISBN 4-09-134211-6
  2. 1992年7月20日発行[15]、ISBN 4-09-134212-4
- 『それっきりは宝物』1993年3月20日発行[16]、ISBN 4-09-134651-0
- 『ポプリ童話をおしえて』1993年6月20日発行[17]、ISBN 4-09-134652-9
- 『涙がほしい』1996年2月26日発売[18]、ISBN 4-09-136801-8
- 『恋人にはなれない』1996年11月26日発売[19]、ISBN 4-09-136802-6
- 『彼氏が消えた日に』1997年10月25日発売[20]、ISBN 4-09-136803-4
- 『はいからさん探偵帳―明治浪漫奇譚―』原作：宮崎克、2000年
- 『視線の先の狂気』原作：ヘザー・グレアム、2002年 - 2003年刊、全4巻
  1. 2002年12月発行[21]、ISBN 4-09-168041-0
  2. 2003年3月発行[22]、ISBN 4-09-168042-9
  3. 2003年6月発行[23]、ISBN 4-09-168043-7
  4. 2003年10月発行[24]、ISBN 4-09-168044-5
- 『雷鳴の記憶』原作：ダイナ・マコール、2004年5月発行[25]、ISBN 4-09-168045-3

#### ハーレクイン
- 『ため息の午後』原作：ステファニー・ボンド、2007年6月発行[26]、ISBN 978-4-596-95015-4
- 『シンデレラの賭』原作：キャシー・ヤードリー、2009年4月発行[27]、ISBN 978-4-596-95118-2
- 『秘書の失恋日記』原作：ジェシカ・ハート、2011年1月発行[28]、ISBN 978-4-596-95286-8
- 『アラビアンナイトの夢』原作：アビー・グリーン、2012年8月発行[29]、ISBN 978-4-596-95438-1
- 『猟番の花嫁』（原作：ゲイル・ランストーム、2012年11月発行[30]、ISBN 978-4-596-97253-8
- 『シークと結ぶ初恋』原作：アビー・グリーン、2013年11月発行[31]、ISBN 978-4-596-95543-2
- 『セレブに恋して』原作：キャサリン・ガーベラ、2014年刊、全3巻
  1. エーゲ海に呼ばれて 2014年1月発行[32]、ISBN 978-4-596-97356-6
  2. 秘書は恋わずらい 2014年2月発行[33]、ISBN 978-4-596-97362-7
  3. 白いドレスに憧れて 2014年3月発行[34]、ISBN 978-4-596-97368-9
- 『とらわれの楽園』原作：エイミー・アンドルーズ、2014年9月発行[35]、ISBN 978-4-596-97412-9
- 『さよならは言わないで』原作：サンドラ・マートン、2015年3月発行[36]、ISBN 978-4-596-97461-7
- 『愛に迷えるシンデレラ』原作：サラ・モーガン、2015年10月発行[37]、ISBN 978-4-596-95724-5
- 『求む、妻』原作：ミランダ・リー、2016年刊、全3巻
  1. 「夫に片思い」2016年10月発行[38]、ISBN 978-4-596-97579-9
  2. 「情熱だけの関係」2016年11月発行[39]、ISBN 978-4-596-97585-0
  3. 「結婚という名のビジネス」2016年12月発行[40]、ISBN 978-4-596-97593-5
- 『記憶の中のきみへ』原作：アニー・ウエスト、2017年10月発行[41]、ISBN 978-4-596-97652-9
- 『幻のシークと無垢な愛人』原作：クリスティ・ゴールド、2018年9月発行[42]、ISBN 978-4-596-97720-5
- 『シークとの許されぬ結婚』原作：クリスティ・ゴールド、2018年10月発行[43]、ISBN 978-4-596-97725-0
- 『ナイト家のスキャンダル』原作：イヴォンヌ・リンゼイ、2019年 - 2020年刊、全3巻
  1. 「秘書とボスのクリスマス」2019年12月発行[44]、ISBN 978-4-596-97807-3
  2. 「半年だけの花嫁」2020年1月発行[45]、ISBN 978-4-596-97815-8
  3. 「愛なき結婚の果てに」2020年2月発行[46]、ISBN 978-4-596-97821-9
- 『翼をもがれた天使』原作：マギー・コックス、2021年5月11日発行[47]、ISBN 978-4-596-97929-2
- 『美しすぎた獲物』原作：ケイト・ウォーカー、2021年10月11日発売[48]、ISBN 978-4-596-01447-4
- 『いつわりの夏』原作：キャロリン・ゼイン、2022年4月11日発売[49]、ISBN 978-4-596-33494-7
- 『いつわりの相手』原作：キャロリン・ゼイン、2022年4月11日発売[49]、ISBN 978-4-596-33495-4
- 『目覚めたら花嫁』原作：アレックス・ライダー、2022年12月9日発売[50]、ISBN 978-4-596-75685-5